# Samguk sagi
Samguk sagi (en hanja: 三國史記) és una crònica històrica de Corea que relata els deu primers segles de la nostra era. Samguk sagi significa Registres històrics dels Tres Regnes, els regnes de Koguryo, Paekche i Silla. Va ser compilat durant el període Goryeo (Koryŏ), l'any 1145. Es considera l'obra escrita més antiga de la història de Corea.

## Presentació